# Cyrillaceae
Cyrillaceae, biljna porodica u redu vrjesolike, kojoj pripadaju dva roda od 12 vrsta malog do srednjeg drveća i grmova na jugoistoku SAD–a, Srednjoj Americi, Antilima i sjeveru Južne Amerike.

## Rodovi
1. Cliftonia Banks ex C.F. Gaertn.
2. Cyrilla Garden